# Reninus arechavaletae
Reninus arechavaletae är en skalbaggsart som först beskrevs av Sylvain Auguste de Marseul 1870.  Reninus arechavaletae ingår i släktet Reninus och familjen stumpbaggar. Inga underarter finns listade i Catalogue of Life.